# 三式地雷

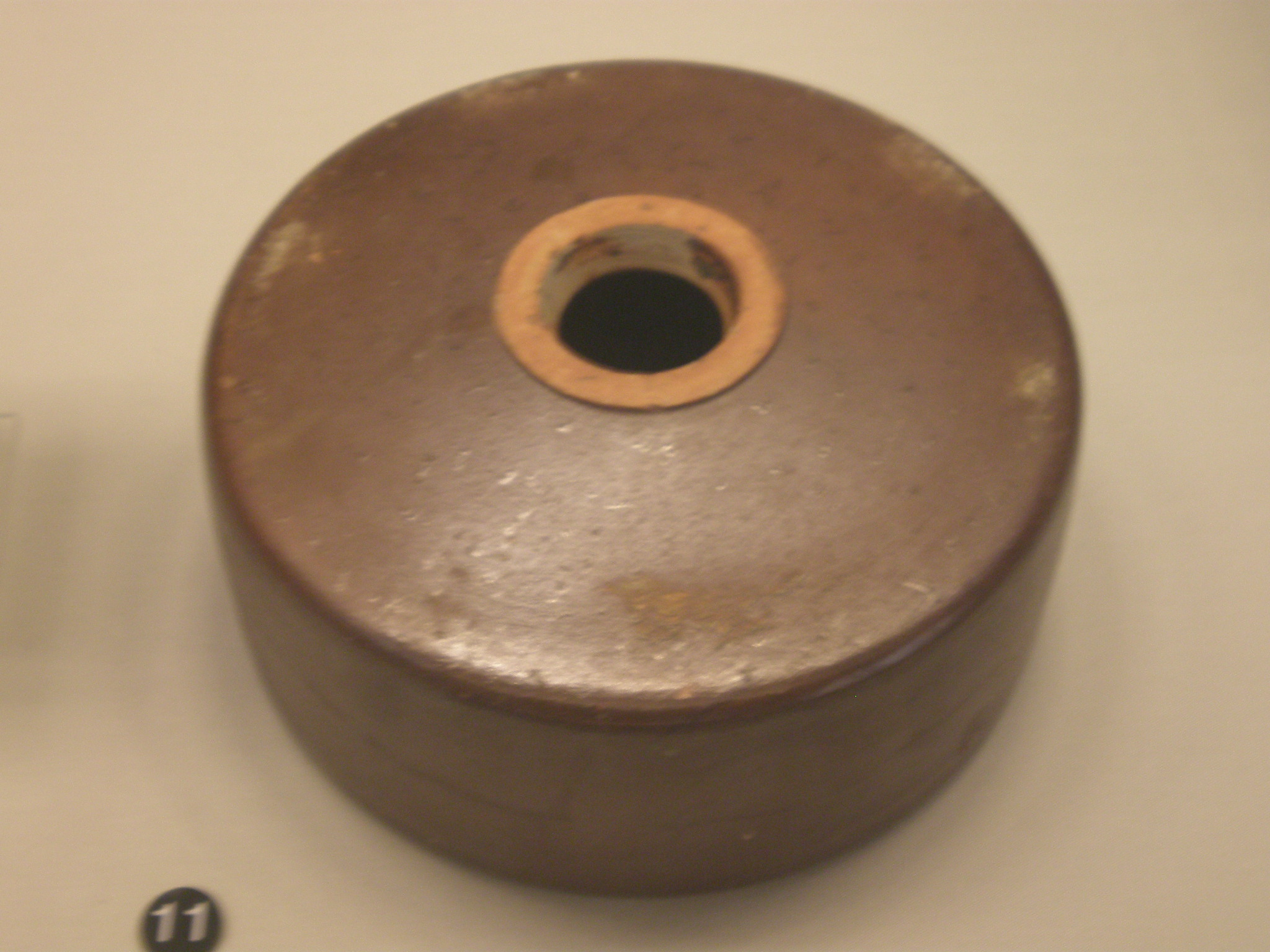
陶製の弾体。香港海防博物館の収蔵品。

三式地雷（さんしきじらい）とは、第二次世界大戦中に日本軍が使用した陶器容器の地雷である。太平洋戦争の中期に連合国軍が金属探知機を使用して地雷を探知除去していることへの対策として開発された非金属性地雷である。当時、土管を作る際に一般で使用されていた素焼きの陶器を使用し、この陶製容器の上部にゴム被帽を取り付け、その内部に信管があった。直径27cm。およそ3kgの爆薬を内蔵していた。
製造数は、昭和19年度：340,000個、昭和20年度：25,000個、合計365,000個。
大戦末期には、同じ信管を用いた木製の地雷も使用された。陶器製のものを甲型、木製のものは乙型と呼称された。